# 머크 매뉴얼
머크 메뉴얼(The Merck Manuals)은 'MSD매뉴얼'로도 잘 알려진 미국 제약 회사인 머크사(Merck社,Merck & Co.)에서 발행한 의학 참조 자료로, 장애, 테스트, 진단 및 약물 등 광범위한 의학 주제를 다룬다. 이 매뉴얼은 1899년 Merck社가 아직 독일 기업 Merck사의 자회사인 이래로 발간되어 왔다. 국제 학회에서 발표되는 연구 논문 등의 최신 학술 정보도 다루며 이를 제공하고 있다. 원래 책 형태로 개발되었지만 웹 사이트 및 모바일 앱을 포함하여 디지털 형식으로 업데이트 및 변환되었다. 디지털 버전에는 오디오, 3D 모델 및 애니메이션도 포함하고 있다. 머크사의 MSD매뉴얼의 특징은 의학 전문가 뿐만 아니라 환자와 가족 그리고 간병인 등과 같은 일반인을 대상으로 한 이해하기 쉬운 버전을 제공하고 있다는 점이다.

## 글로벌 의학 지식 2020
미국 및 캐나다에서는 머크 매뉴얼(Merck Manuals)로, 그 외 지역에서는 MSD 매뉴얼로 잘 알려진  가장 광범위하게 사용되는 의학 정보 및 참고 자료 중 하나다. 머크사의 머크 매뉴얼은 "글로벌 의학 지식 2020"이라는 표어에서처럼 2020년까지 30억 명에 달하는 전세계 의료 전문가와 환자들에게 최신의 정확한 의학 정보를 제공하는 것을 목표로 하고 있다.

## 온라인 MSD 매뉴얼
머크 매뉴얼의 온라인 버전은 www.msdmanuals.com이다.

## 같이 보기
- 국제질병분류(ICD)
- IBM 왓슨 AI
- KMLE
- 코크란